# Channel One Cup 2015

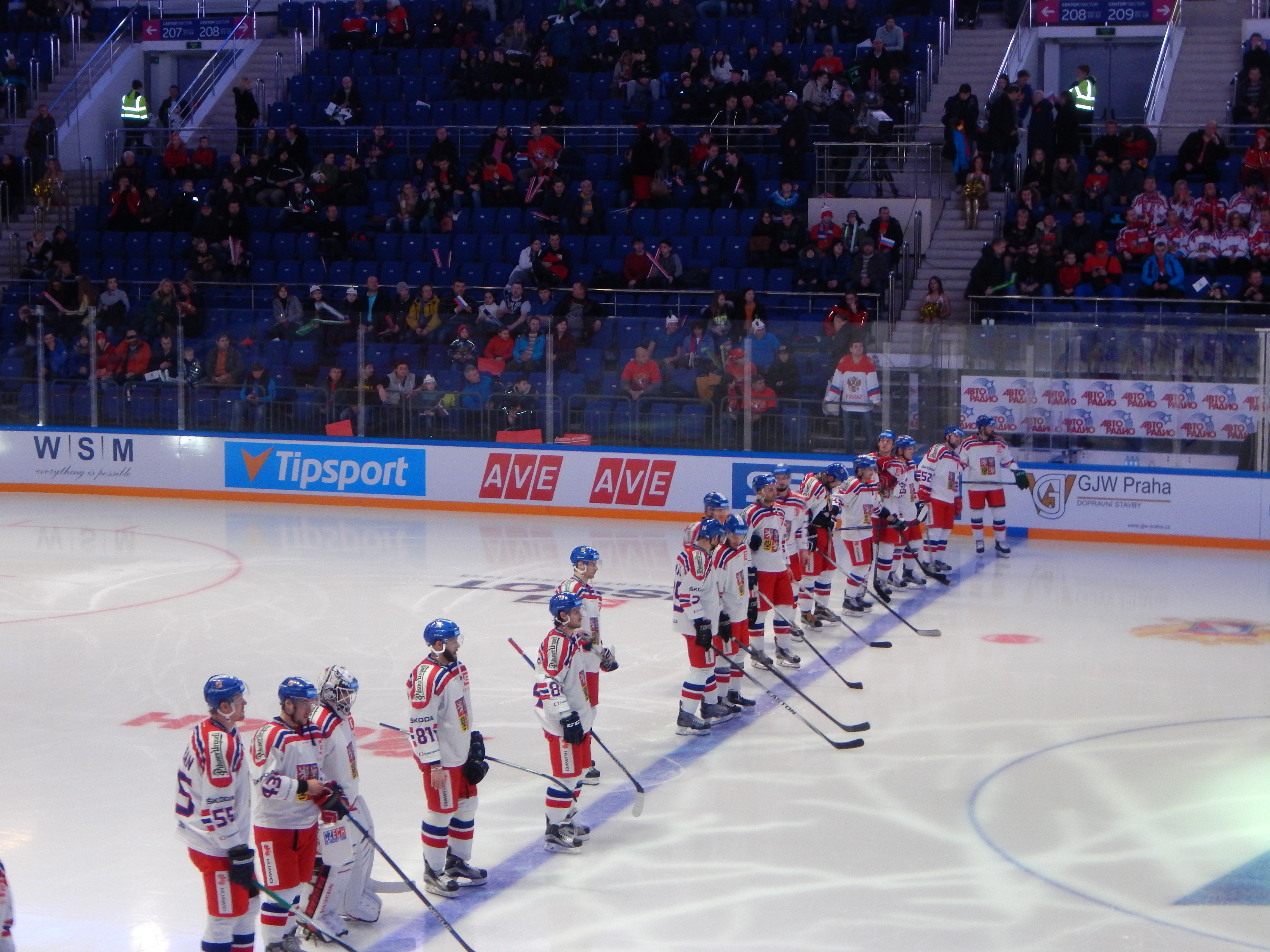
Tjeckiens lag som vann turneringen.

Channel One Cup 2015  spelades under perioden 17–20 december 2015. Huvudspelorten är Moskva i Ryssland. En utbruten match spelades i Prag i Tjeckien. Turneringen ingick som den andra delturneringen i Euro Hockey Tour 2015/2016. 
Tjeckien vann 2015 års turnering före Sverige, Finland och Ryssland.

## Tabell
| Lag      | S | V | ÖV | ÖF | F | GM | IM | MS | P |
| -------- | - | - | -- | -- | - | -- | -- | -- | - |
| Tjeckien | 3 | 2 | 0  | 0  | 1 | 7  | 6  | +1 | 6 |
| Sverige  | 3 | 1 | 1  | 0  | 1 | 7  | 5  | +2 | 5 |
| Finland  | 3 | 1 | 0  | 1  | 1 | 5  | 10 | −5 | 4 |
| Ryssland | 3 | 1 | 0  | 0  | 2 | 11 | 9  | +2 | 3 |

## Resultat
Alla tider som anges är lokala. UTC+3 för matcher i Ryssland och UTC+1 för matchen i Tjeckien.
| 17 december 2015 18:30 | Tjeckien | 0 − 3 (0−0, 0−1, 0−2) | Finland | O2 Arena, Prag, Tjeckien |

|  |  | Matchsummering |                                                                | Åskådare: 16 257                   |                                    |
|  |  |                | (32.46) (EQ) Palola (42.04) (EQ) Nutivaara (57.27) (EQ) Enlund | Domare: Tobias Björk, Linus Öhlund | Domare: Tobias Björk, Linus Öhlund |

| 17 december 2015 19:00 | Ryssland | 1 − 4 (0−0, 1−3, 0−1) | Sverige | VTB Ice Palace, Moskva, Ryssland |

|  |                        | Matchsummering |                                                                                       | Åskådare: 12194               |                               |
|  | Tjudinov (PP1) (13.04) |                | (26.57) (PP2) Petersson (26.57) (EQ) Ahnelöv (33.15) (EQ) Norman (59.36) (ENG) Möller | Domare: Robin Sir Pavel Hodek | Domare: Robin Sir Pavel Hodek |

| 19 december 2015 14:00 | Finland | 1 − 8 (0−4, 1−3, 0−1) | Ryssland | VTB Ice Palace, Moskva, Ryssland |

|  |                         | Matchsummering | |                               |                               |
|  | Pihlström (PP1) (34:34) |                | (01.26) (EQ) Zaripov (01.47) (EQ) Apalkov (06.23) (EQ) Radulov (12.46) (EQ) Radulov (29.21) (EQ) Chudinov (36.17) (EQ) Kovaltjuk (39.16) (EQ) Kovaltjuk (55.05) (EQ) Zaripov | Domare: Robin Sir Pavel Hodek | Domare: Robin Sir Pavel Hodek |

| 19 december 2015 18:00 | Sverige | 1 − 3 (0−0, 1−1, 0−2) | Tjeckien | VTB Ice Palace, Moskva, Ryssland |

|  |                      | Matchsummering |                                                                | Åskådare: 6250                              |                                             |
|  | Möller (PP1) (25.00) |                | (30.59) (EQ) Vincour (49.29) (EQ) Filippi (55.27) (EQ) Zohorna | Domare: Alexey Anisimov, Vyacheslav Bulanov | Domare: Alexey Anisimov, Vyacheslav Bulanov |

| 20 december 2015 14:00 | Ryssland | 2 − 4 (0−1, 2−3, 0−0) | Tjeckien | VTB Ice Palace, Moskva, Ryssland |

|  |                                            | Matchsummering |                                                                                         | Åskådare: 12 095                         |                                          |
|  | Kartayev (EQ) (22.28) Antipin (EQ) (25.09) |                | (05.26) (EQ) Vincour (27.29) (EQ) Kundrátek (34.20) (PP1) Zaťovič (39.09) (PP1) Jarůšek | Domare: Aleksi Rantala, Stefan Fonselius | Domare: Aleksi Rantala, Stefan Fonselius |

| 20 december 2015 18:00 | Finland | 1 − 2 (e.str.) (0−0, 0−1, 1−0, 0−0, 0−1) | Sverige | VTB Ice Palace, Moskva, Ryssland |

|  |                     | Matchsummering |                                                 |                                        |                                        |
|  | Enlund (EQ) (45.25) |                | (39.07) (PP1) Wallmark (60.009) (GWS) Petersson | Domare: Roman Gofman Konstantin Olenin | Domare: Roman Gofman Konstantin Olenin |